# Вівсянчик
Вівся́нчик (Phrygilus) — рід горобцеподібних птахів родини саякових (Thraupidae). Представники цього роду мешкають в Андах і Патагонії.

## Таксономія і систематика
Раніше представників роду Phrygilus відносили до родини вівсянкових (Emberizidae), однак за результатами низки молекулярно-філогенетичних досліджень їх, разом з низкою інших видів, було переведено до родини саякових (Thraupidae), підродини квіткоколних (Diglossinae).
Низка молекулярно-філогенетичних досліджень показали поліфілітичність роду Phrygilus. За результатами подальшої реорганізації P. fruticeti був переведений до новоствореного монотипового роду Rhopospina, P. alaudinus і P. carbonarius були переведені до роду Porphyrospiza, P. dorsalis і P. erythronotus — до роду Idiopsar, P. unicolor і P. plebejus — до роду Geospizopsis.

## Види
Виділяють чотири види:
- Вівсянчик чилійський (Phrygilus gayi)
- Вівсянчик патагонський (Phrygilus patagonicus)
- Вівсянчик чорноголовий (Phrygilus atriceps)
- Вівсянчик сіроголовий (Phrygilus punensis)

## Етимологія
Наукова назва роду Phrygilus походить від слова дав.-гр. φρυγιλος — назви неідентифікованого, дрібного птаха, якого згадував Арістофан, імовірно, якийсь в'юрок або горобець.